# Carbonera
Carbonera – miejscowość i gmina we Włoszech, w regionie Wenecja Euganejska, w prowincji Treviso.
Według danych na rok 2004 gminę zamieszkiwały 9793 osoby, 515,4 os./km².